# Giải BAFTA lần thứ 35
Giải BAFTA lần thứ 35, được trao bởi Viện Hàn lâm Nghệ thuật Điện ảnh và Truyền hình Anh Quốc năm 1982 để tôn vinh những bộ phim xuất sắc nhất năm 1981.

## Chiến thắng và đề cử

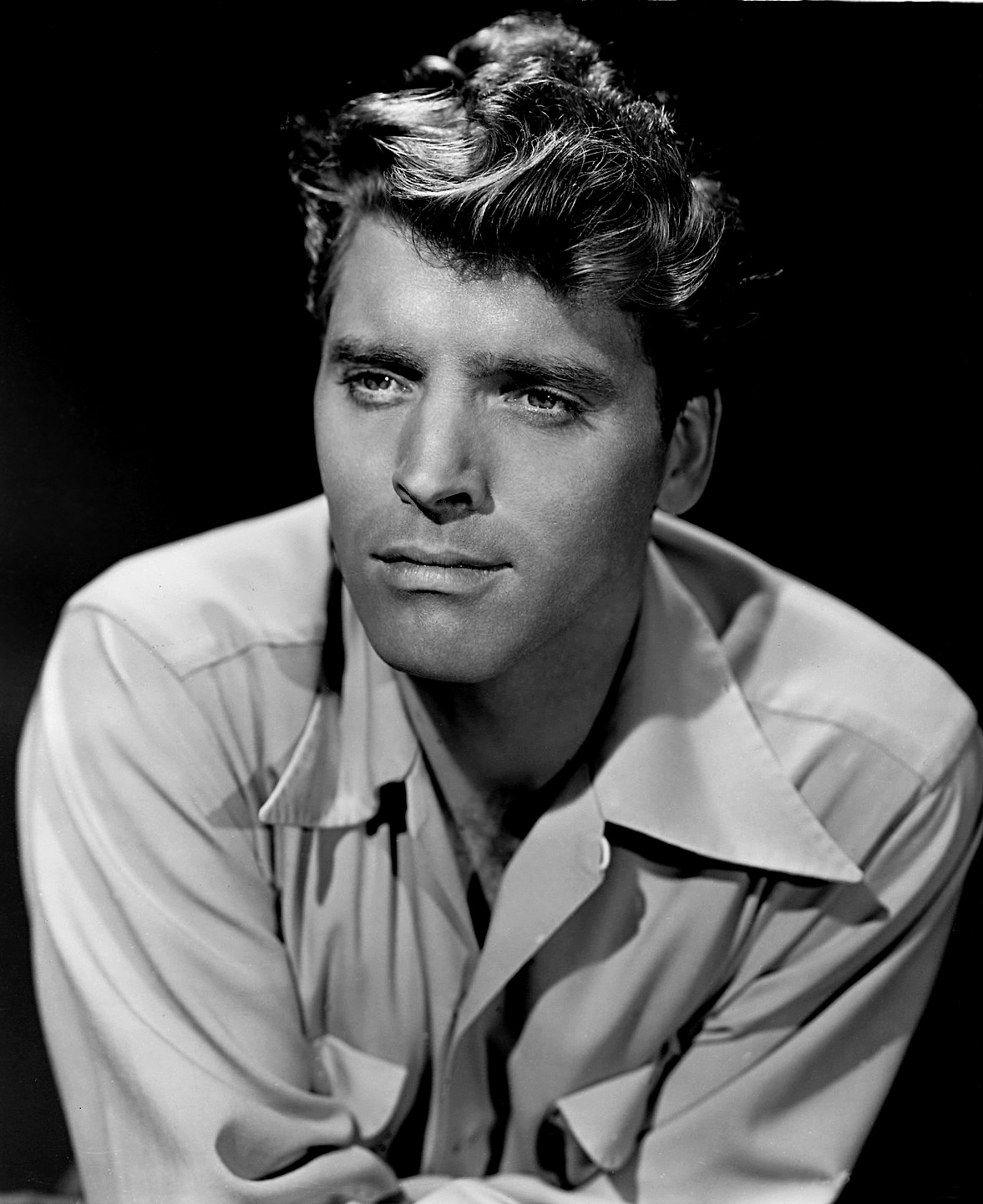
Burt Lancaster, Nam diễn viên xuất sắc nhất

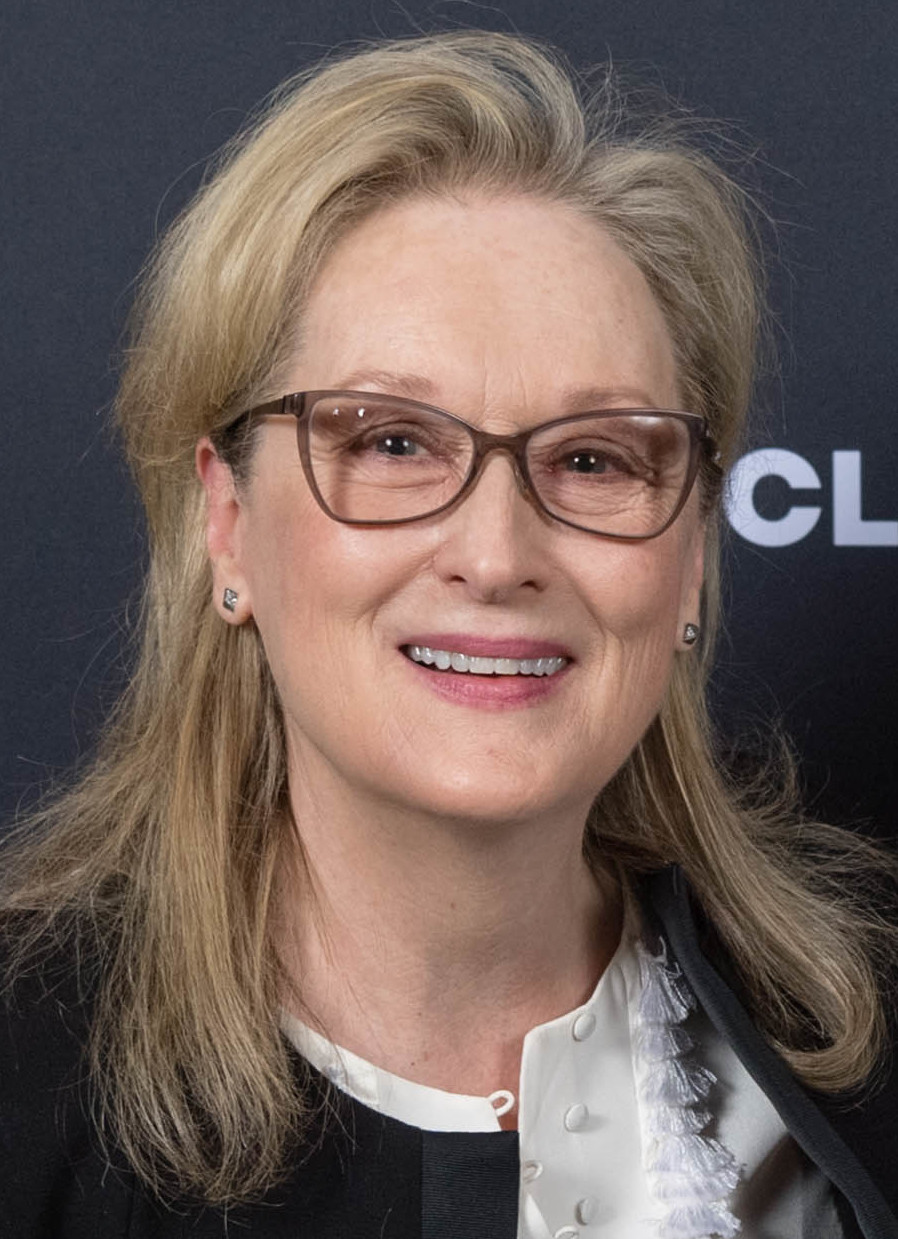
Meryl Streep, Nữ diễn viên xuất sắc nhất

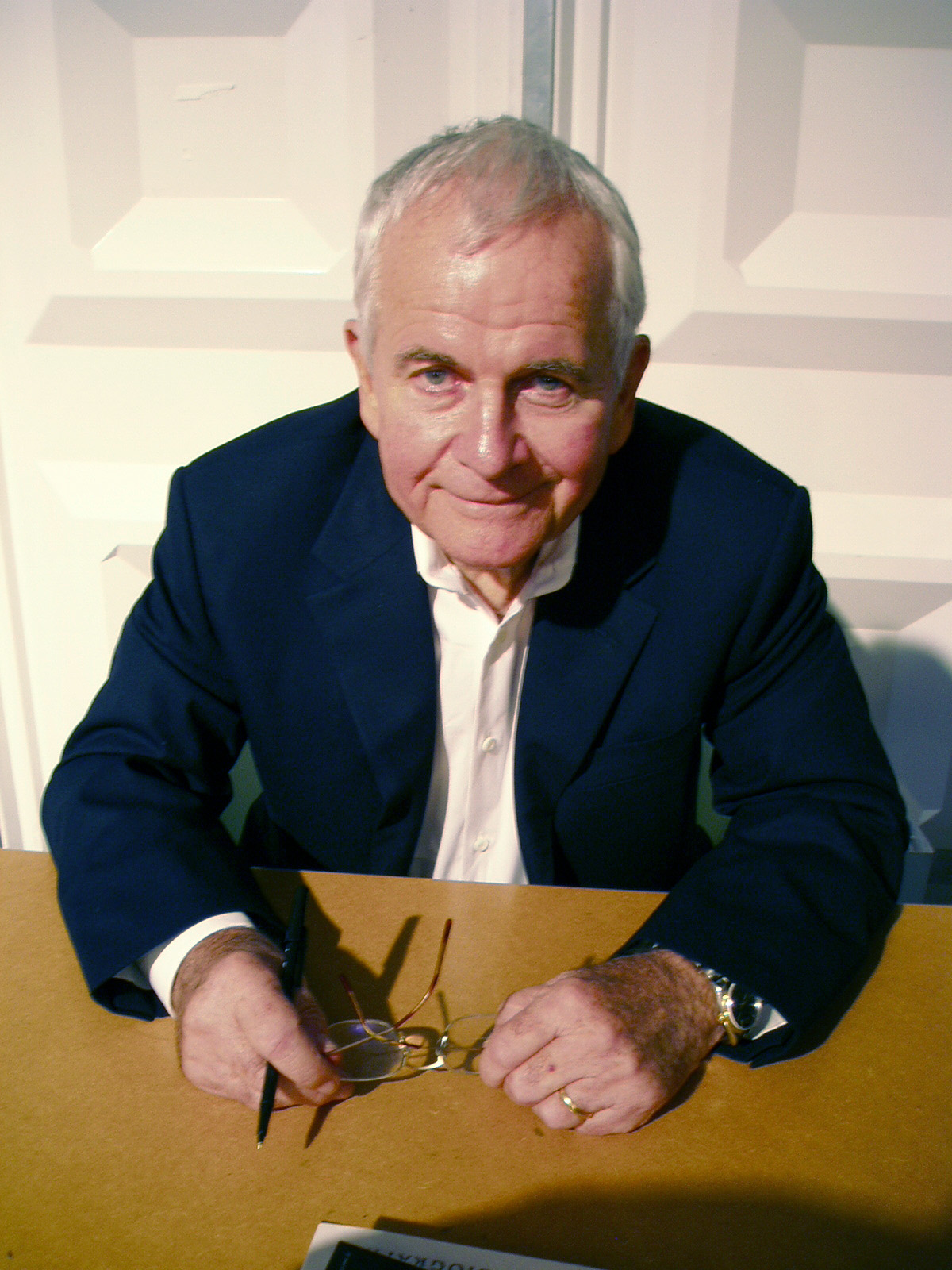
Ian Holm, Nam diễn viên phụ xuất sắc nhất

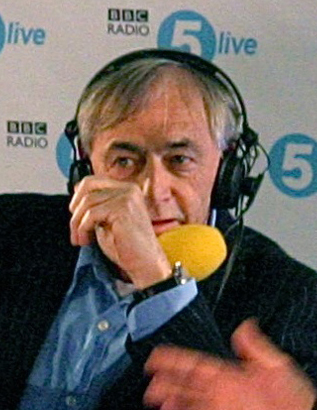
Bill Forsyth, Kịch bản xuất sắc nhất

| Phim hay nhất Chariots of Fire – David Puttnam - Atlantic City – Denis Héroux - The French Lieutenant's Woman – Leon Clore - Gregory's Girl – Davina Belling và Clive Parsons - Indiana Jones và chiếc rương thánh tích – Frank Marshall                        | Đạo diễn xuất sắc nhất Louis Malle – Atlantic City - Bill Forsyth – Gregory's Girl - Hugh Hudson – Chariots of Fire - Karel Reisz – The French Lieutenant's Woman |
| Nam diễn viên chính xuất sắc nhất Burt Lancaster – Atlantic City vai Lou Pascal - Bob Hoskins – The Long Good Friday vai Harold Shand - Jeremy Irons – The French Lieutenant's Woman vai Charles Henry Smithson - Robert De Niro – Raging Bull vai Jake LaMotta | Nữ diễn viên chính xuất sắc nhất Meryl Streep – The French Lieutenant's Woman vai Sarah Woodruff / Anna - Maggie Smith – Quartet vai Lois Heidler - Mary Tyler Moore – Ordinary People vai Beth Jarrett - Sissy Spacek – Coal Miner's Daughter vai Loretta Lynn                                                                           |
| Nam diễn viên phụ xuất sắc nhất Ian Holm – Chariots of Fire vai Sam Mussabini - Denholm Elliott – Indiana Jones và chiếc rương thánh tích vai Marcus Brody - John Gielgud – Arthur vai Hobson - Nigel Havers – Chariots of Fire vai Lord Andrew Lindsay         | Kịch bản xuất sắc nhất Gregory's Girl – Bill Forsyth - Atlantic City – John Guare - Chariots of Fire – Colin Welland - The French Lieutenant's Woman – Harold Pinter |
| Quay phim xuất sắc nhất Tess – Geoffrey Unsworth và Ghislain Cloquet - Chariots of Fire – David Watkin - The French Lieutenant's Woman – Freddie Francis - Indiana Jones và chiếc rương thánh tích – Douglas Slocombe                                           | Thiết kế phục trang xuất sắc nhất Chariots of Fire – Milena Canonero - Excalibur – Bob Ringwood - The French Lieutenant's Woman – Tom Rand - Tess – Anthony Powell |
| Dựng phim xuất sắc nhất Raging Bull – Thelma Schoonmaker - Chariots of Fire – Terry Rawlings - The French Lieutenant's Woman – John Bloom - Indiana Jones và chiếc rương thánh tích – Michael Kahn                                                              | Nhạc phim hay nhất The French Lieutenant's Woman – Carl Davis - Arthur – Burt Bacharach - Chariots of Fire – Vangelis - Indiana Jones và chiếc rương thánh tích – John Williams |
| Thiết kế sản xuất xuất sắc nhất Indiana Jones và chiếc rương thánh tích – Norman Reynolds - Chariots of Fire – Roger Hall - The French Lieutenant's Woman – Assheton Gorton - Tess – Pierre Guffroy                                                             | Âm thanh xuất sắc nhất The French Lieutenant's Woman – Don Sharpe, Ivan Sharrock và Bill Rowe - Chariots of Fire – Clive Winter, Bill Rowe và Jim Shields - Coal Miner's Daughter – Gordon Ecker, James R. Alexander, Richard Portman và Roger Heman Jr - Indiana Jones và chiếc rương thánh tích – Roy Charman, Ben Burtt và Bill Varney |
| Phim hoạt hình ngắn hay nhất The Sweater – Sheldon Cohen - Beginnings – Clorinda Warny - Creole – Sam Weiss | Phim ngắn hay nhất Recluse – Bob Bentley - Couples and Robbers – Clare Peploe - Towers of Babel – Jonathan Lewis |
| Phim tài liệu hay nhất Soldier Girls – Nick Broomfield và Joan Churchill - Best Boy – Ira Wohl - The Life and Times of Rosie the Riveter – Connie Field - Return Journey – Ian Potts                                                                            | Diễn viên mới xuất sắc nhất Joe Pesci – Raging Bull vai Joey LaMotta - Cathy Moriarty – Raging Bull vai Vikki LaMotta - Klaus Maria Brandauer – Mephisto vai Hendrik Hoefgen - Timothy Hutton – Ordinary People vai Conrad Jarrett |

## Thống kê
| Số lượng | Phim                                    |
| -------- | --------------------------------------- |
| 11       | Chariots of Fire                        |
| 11       | The French Lieutenant's Woman           |
| 7        | Indiana Jones và chiếc rương thánh tích |
| 4        | Atlantic City                           |
| 4        | Raging Bull                             |
| 3        | Gregory's Girl                          |
| 3        | Tess                                    |
| 2        | Arthur                                  |
| 2        | Coal Miner's Daughter                   |
| 2        | Ordinary People                         |

| Số lượng | Phim                          |
| -------- | ----------------------------- |
| 3        | Chariots of Fire              |
| 3        | The French Lieutenant's Woman |
| 2        | Atlantic City                 |
| 2        | Raging Bull                   |